# آلیسون مدل ۲۵۰
آلیسون مدل ۲۵۰ (به انگلیسی: Allison Model 250) یک موتور هواگرد ساختِ کارخانهٔ الیسن انجین در کشور ایالات متحده آمریکا است که یک موتور توربوشفت بسیار موفق است که در بالگردهای بسیار زیادی به کار می‌رود. شرکت رولز-رویس لیمیتد در سال ۱۹۹۵ شرکت آلیسون را خریداری کرد و از آن پس نام این موتور به رولز-رویس ام۲۵۰ تغییر کرد.

## موارد به‌کار رفته

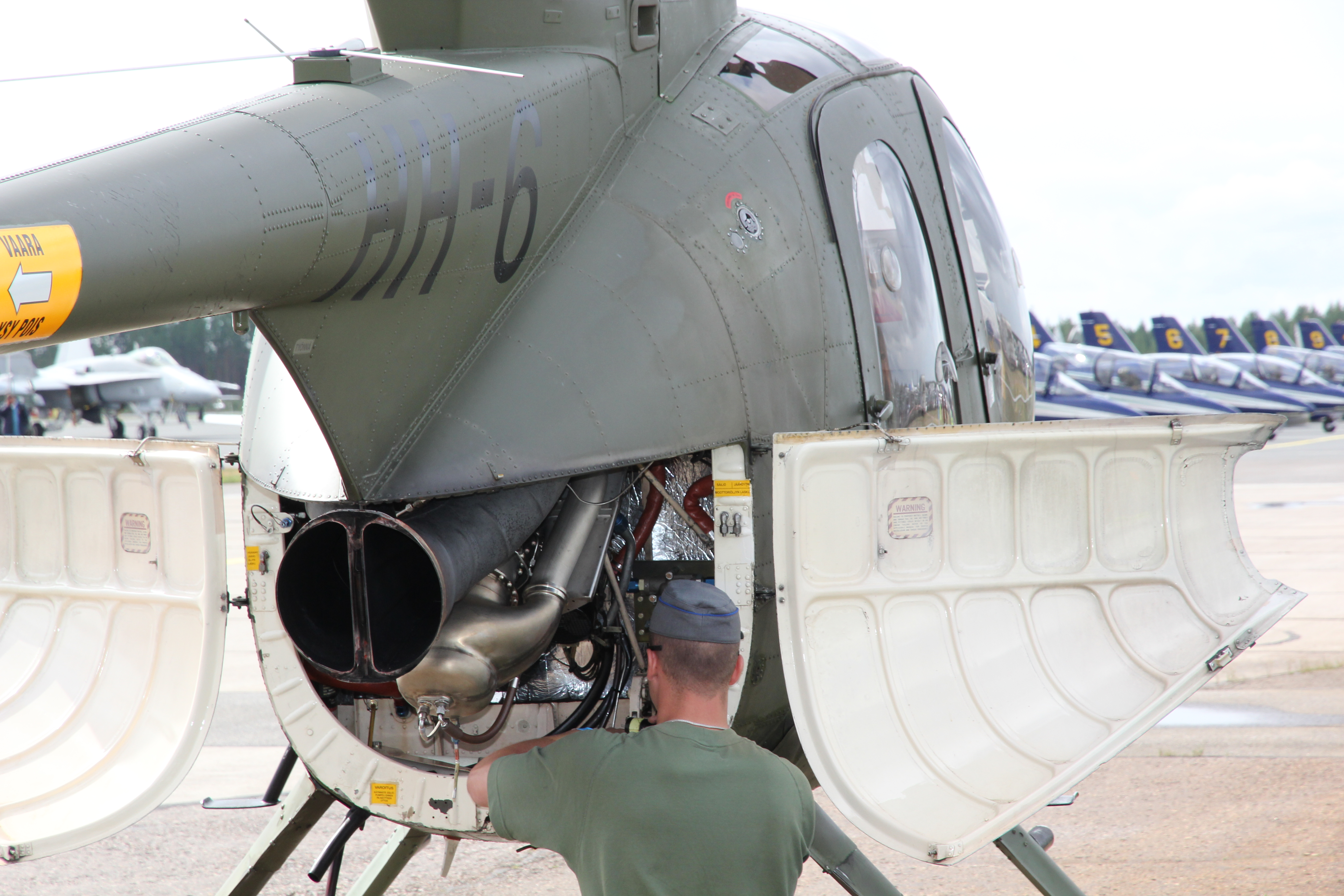
یک آلیسون ۲۵۰ در بالگرد MD-500D

### بالگرد
- بل ۲۰۶
- بل ۴۰۷
- بل ۴۳۰
- بل اواچ-۵۸ کیووا
- شاهد ۲۸۵
- هیوز اواچ-۶ کایوس
- بوئینگ ای‌اچ-۶
- سی‌اچ-۱۴ آگوئیلوچو
- انستروم ۴۸۰
- نورثروپ گرومن ام‌کیو-۸ فایر اسکات
- شوایتزر اس-۳۳۳

## گونه‌ها
250-B15
250-B15A
250-B15C
250-B15G
250-B17
250-B17B
250-B17C
250-B17D
250-B17Fg
250-B17F/۱
250-B17F/۲
250-C10D
250-C18
250-C18A
250-C20
250-C20B
250-C20F
250-C20J
250-C20R
250-C20R/۱
250-C20R/۲
250-C20R/۴
250-C20S
250-C20W
250-C22B
250-C28
250-C28B
250-C28C
250-C30
250-C30G
250-C30G/۲
250-C30M
250-C30P
250-C30R
250-C30R/۳
250-C30R/3M
250-C30S
250-C30U
250-C34
250-C40B
250-C47B
250-C47E
250-C47M
T63-A-5
T63-A-5A
T63-A-700
T63-A-720
T703-AD-700
Soloy Turbine-PacTypically 2x 250-C20S driving a single propeller via a combining gearbox, able to operate individually.
Mitsubishi CT63Licence production for  Kawasaki-Hughes 500  / OH-6A helicopters.

## مشخصات
Data from The Instrumentation Design And Control of a T63-A-700 Gas Turbine Engine

#### خصوصیات کلی
- نوع: Turboshaft
- طول: ۴۰٫۵ اینچ (۱٬۰۲۹ میلیمتر)
- قطر: ۲۲٫۵ اینچ (۵۷۲ میلیمتر)
- وزن خشک: ۱۳۸٫۵ پوند (۶۳ کیلوگرم) dry

#### اجزا
- کمپرسور: 6-stage axial + 1-stage centrifugal compressors
- Combustors: Single can combustion chamber
- توربین: 2-stage axial gas generator power turbine + 2-stage axial free-power output turbine
- نوع سوخت: JP-4 aviation kerosene (alternatively  JP-1  or  JP-5 )
- سامانه روغن: pressure spray/splash, dry sump

#### عملکرد
- حداکثر توان خروجی: ۳۱۷ اسب بخار (۲۳۶ کیلووات) for Take-off, Sea Level ۵۹ درجه فارنهایت (۱۵ درجه سلسیوس) NH 51600rpm NL 35000rpm Nout 6000rpm
- نسبت فشار کلی: ۶٫۲:۱
- جریان جرمی هوا: 3.3 lb/s (1.5 kg/s)
- دمای داخلی توربین: ۱٬۳۸۰ درجه فارنهایت (۷۵۰ درجه سلسیوس)@Power Turbine Inlet
- مصرف سوخت یژه برخاست: 0.697 lb/hp·h (0.424 kg/kW·h)
- نسبت توان به وزن: 2.289 hp/lb (3.765 kW/kg)

| Model    | Weight (kg) | Air flow rate (kg/s) | Pressure ratio | Take-off power (WPS) | Continuous power (WPS) | Height (mm) | Width (mm) | Length (mm) |
| -------- | ----------- | -------------------- | -------------- | -------------------- | ---------------------- | ----------- | ---------- | ----------- |
| C20B/F/J | ۷۳          | ۱٫۲۳۰                | ۶٫۲:۱          | ۴۲۰                  | ۳۷۰                    | ۵۷۱         | ۴۸۳        | ۹۸۶         |
| C20R     | ۷۸          | ۱٫۷۳۳                | ۷٫۹:۱          | ۴۵۰                  | ۳۸۰                    | ۵۸۹         | ۵۲۸        | ۹۸۶         |
| B17D     | ۹۰          | ۱٫۶۲۴                | ۷٫۲:۱          | ۴۲۰                  | ۳۷۰                    |             |            |             |
| B17F     | ۹۳          | ۱٫۷۳۳                | ۷٫۹:۱          | ۴۵۰                  | ۳۸۰                    |             |            |             |
| C30M     | ۱۱۳         | ۲٫۵۴                 | ۸٫۶:۱          | ۶۵۰                  | ۵۴۰                    | ۶۳۸         | ۵۵۵        | ۱۰۴۱        |
| C30S     | ۱۱۴         | ۲٫۵۴                 | ۸٫۶:۱          | ۶۵۰                  | ۵۰۱                    | ۶۳۸         | ۵۵۵        | ۱۰۴۱        |
| C30P     | ۱۱۴         | ۲٫۵۴                 | ۸٫۶:۱          | ۶۵۰                  | ۵۰۱                    | ۶۳۸         | ۵۵۵        | ۱۰۴۱        |
| C40B     | ۱۲۷         | ۲٫۷۷                 | ۹٫۲:۱          | ۷۱۵                  | ۶۱۳                    | ۶۳۸         | ۵۵۵        | ۱۰۴۰        |
| C47B/M   | ۱۲۴         | ۲٫۷۷                 | ۹٫۲:۱          | ۶۵۰                  | ۶۰۰                    | ۶۳۸         | ۵۵۵        | ۱۰۴۰        |
| C47E     | ۱۳۳         |                      | ۹٫۲:۱          | ۷۰۰                  |                        | ۶۳۰         | ۶۳۰        | ۱۰۹۱        |